# Grupo Salinas
Grupo Salinas  er et mexicansk konglomerat, der blev etableret ved en fusion i 2001. 
Det omfatter:
- TV Azteca - tv- og radio
- Grupo Elektra - finansiering, forsikring og detailhandel
- Mazatlán F.C. - fodboldklub
- Telecosmo - internetudbyder
- Italika - motorcykelproducent